# Asociación Andaluza de Escritores y Críticos Literarios
La AAEC, Asociación Andaluza de Escritores y Críticos Literarios (Escritores y Críticos del Sur), fue fundada en Córdoba a las 18:00 h. del 25 de agosto de 1994 por un grupo de escritores, periodistas y críticos literarios andaluces entre los que se encontraban Carlos Clementson, Antonio Rodríguez Jiménez, Alejandro López Andrada y Antonio Hernández Ramírez, que se encontraría a su frente como primer presidente, y con el objetivo fundamental de la difusión de la cultura andaluza en el ámbito de la narrativa y la lírica, tal como figura en sus estatutos. Antonio Hernández Ramírez estuvo durante doce años como presidente y después de esta etapa, que concluyó en 2006, le cedió el testigo al polígrafo Francisco Morales Lomas, que preside la asociación desde entonces.
Los fines de la Asociación son principalmente culturales, con independencia de cualquier otro, y nació con voluntad de colaboración con las entidades culturales y asociaciones profesionales.
- Será finalidad prioritaria de la Asociación la defensa de su ámbito social y profesional para el desarrollo de la cultura en sus múltiples manifestaciones.
- La Asociación atenderá los intereses legales y profesionales de los escritores y críticos asociados en sus legítimos derechos en cuanto inherentes al ejercicio de su trabajo con relación a las instituciones públicas o a cualquier forma de difusión social.
- La Asociación promoverá primordialmente los estudios de tipo crítico, erudito o de investigación en el rico legado de la cultura andaluza.
- Es propósito de la Asociación participar, como órgano consejero o consultivo, en el mundo de la cultura fomentada desde las instituciones, organismos y medios de comunicación de la Comunidad Andaluza.
- La Asociación difundirá, a través de los medios a su alcance, información sobre asuntos referentes a la cultura andaluza.

## Actividades
Desde su fundación, la AAEC ha seguido dos grandes líneas de actuación: la concesión del Premio Andalucía de la Crítica a las obras narrativas o líricas más importantes publicadas cada año en el territorio andaluz, y la organización de eventos culturales, jornadas de crítica literaria y encuentros literarios sobre escritores andaluces.
La realización de Jornadas Literarias sobre la creación y homenajes a escritores y escritoras andaluces ha sido constante en este largo periodo. Entre ellas podemos citar, por ejemplo, las realizadas en Málaga, hace unos años, organizadas conjuntamente por el Ayuntamiento de la ciudad y la Asociación de Críticos sobre la narrativa actual y la heterodoxia; pero también un conjunto de homenajes que realizamos de escritores andaluces. Por ejemplo, en los últimos años se ha homenajeado a los escritores José Luis Acquaroni (Premio Nacional de Literatura en los ochenta), Antonio Rodríguez Almodóvar (Sevilla), los hermanos de las Cuevas (Cádiz), Julio Alfredo Egea, Manuel Urbano (Jaén), José María Bernáldez (Sevilla)…
La Asociación Andaluza de Escritores y Críticos Literarios es también una de las Asociaciones adheridas a P.A.P.E.L.(Pacto Andaluz por el Libro de la Consejería de Cultura de la Junta de Andalucía) con el propósito del desarrollo del libro en Andalucía junto a los Editores Andaluces y los demás entes de la Comunidad Autónoma. Y desde el principio ha contado con el respaldo y el apoyo decidido de la Consejería de Cultura que de modo institucional está presente habitualmente en la entrega de los Premios Andalucía de la Crítica
Son botones de muestra que nos permiten mostrar una realidad en la que están comprometidos más de un centenar de escritores y críticos literarios con extensos currículos, directores del Instituto Cervantes, profesores de Universidad, miembros de Academias de Buenas Letras de Andalucía, premios nacionales…, cuya única pretensión es publicitar y poner en valor la creación literaria que se hace en Andalucía.

## Junta Directiva
La actual junta directiva llevará su mandato hasta 2022.
- Presidente: Francisco Morales Lomas
- Secretaria: Remedios Sánchez García
- Presidente de Honor: Antonio Hernández Ramírez
- Vicepresidentes: Rosa Díaz, Manuel Gahete y Carlos Clementson
- Vocal adjunto a Presidencia: José María Barrera
- Vocales: José Cabrera Martos, Antonio Moreno Ayora, Pilar Quirosa-Cheyrouze, Paco Huelva, Antonio García Velasco, Paloma Fernández Gomá y José Antonio Santano.
- Vocal de Medios de Comunicación y tesorero: José Sarria.

## Premio Andalucía de la Crítica
La concesión del Premio Andalucía de la Crítica es uno de los eventos anuales más trascendentes y de mayor repercusión social dentro del mundo cultural andaluz. La concesión de este premio se ha ido consolidando a través de los últimos años, siendo probablemente el de mayor prestigio de Andalucía.
En los años de funcionamiento destaca la concesión de los premios de narrativa a los escritores: 
Justo Navarro
Juan Campos Reina
Antonio Soler
Antonio Prieto en dos ocasiones.
Juan Eslava Galán
Salvador Compán
José María Vaz de Soto
Manuel Talens
Eduardo Mendicutti
Isaac Rosa
Rafael Escuredo
José Antonio Muñoz Rojas
Julio Manuel de la Rosa
Fernando de Villena
Rafael Ballesteros
José Antonio Ramírez Lozano
Guillermo Busutil
Salvador Gutiérrez Solís
Eva Díaz (2014)
Antonio Muñoz Molina  (2015)
Justo Navarro  (2016)
Antonio Enrique  (2017)
Emilio Lara  (2018)
Antonio Soler  (2019)
Juan Francisco Ferré  (2020)
Fernando Martínez López  (2021)
Y de poesía a los escritores y escritoras siguientes: 
Rafael Soto Vergés
Rafael Montesinos
Manuel Mantero en dos ocasiones.
María Victoria Atencia
Aurora Luque
Alejandro López Andrada
Alberto Torés
Carlos Edmundo de Ory
Jenaro Talens
Rafael Guillén
María Rosal
José Infante
Pablo García Baena
Chantal Maillard
Luis García Montero
Juan Cobos Wilkins
Rosa Romojaro
Antonio Carvajal
Ángel García López
Mariluz Escribano Pueo (2014)
Fernando Valverde (2015)
José Manuel Caballero Bonald  (2016)
Juvenal Soto  (2017)
Antonio Praena  (2018)
Raquel Lanseros  (2019)
Manuel Jurado López  (2020)
Nieves Chillón y Diego Medina Poveda (2021)
Y de Relatos, desde el año 2014. Esta sección se creó por parte de la Asociación para potenciar los relatos de un modo específico y mostrar la gran riqueza de narradores "en corto" que existen en la narrativa andaluza. Los ganadores desde entonces han sido:
Ángel Olgoso  (2014)
Manuel Moya  (2015)
Francisco López Barrios  (2016)
Hipólito G. Navarro  (2017)
Alejandro Pedregosa  (2018)
Francisco Silvera  (2019)
Elvira Navarro  (2020)
Inés Montes  (2021)

Aunque no todos los años, el jurado del Premio de la Crítica también ha valorado la primera obra publicada por algunos escritores con la concesión del Premio Ópera Prima que ha recaído, entre otros, en Manuel José Ramos Ortega, José Luis Rey, Adrián González da Costa, Manuel Vidal, José Antonio Santano, Miguel Ranchal, José Lupiáñez, Jorge Villalobos, Rosa Berbel  (2018), Cristina Angélica  (2021)...
Pero quizá lo más significativo de este evento es que en su momento el Premio Andalucía de la Crítica afianzó o proyectó la carrera literaria de determinados escritores anticipándose a otros premios de ámbito nacional. Así, la concesión de los premios a escritores bastante desconocidos en el ámbito nacional en su momento permitió a éstos adquirir un conocimiento más amplio. Los casos más significativos, que pueden servir de ejemplo de lo que decimos, son los de Antonio Soler o Salvador Compán, reconocidos respectivamente (y después de habérseles concedido el premio andaluz) como Premios Nacionales de la Crítica o finalistas del Planeta; o incluso otros fueron ganadores también del Premio Nacional de la Crítica, inmediatamente después de haber recibido el Premio Andalucía de la Crítica: los casos más significativos son los de María Victoria Atencia y Chantal Maillard, a las que se le concedió el Premio Nacional de la Crítica inmediatamente después del Premio de la Crítica de Andalucía y en el mismo año. Otro caso significativo es el de Isaac Rosa, que gracias a la concesión del Premio Andalucía de la Crítica ha proyectado su obra en ámbitos nacionales e internacionales.
La falta de dotación económica de estos premios les da un valor trascendente, en cuanto que la valoración literaria de la obra lo que produce es un aumento considerable en el prestigio personal del escritor, que es elegido por sus propios compañeros escritores y críticos.
A lo largo de su trayectoria ha contado con ayuda de la Obra Social de Unicaja, la Consejería de Cultura de la Junta de Andalucía, Cajasol y diversos municipios y diputaciones de Andalucía.